# Lipanský potok

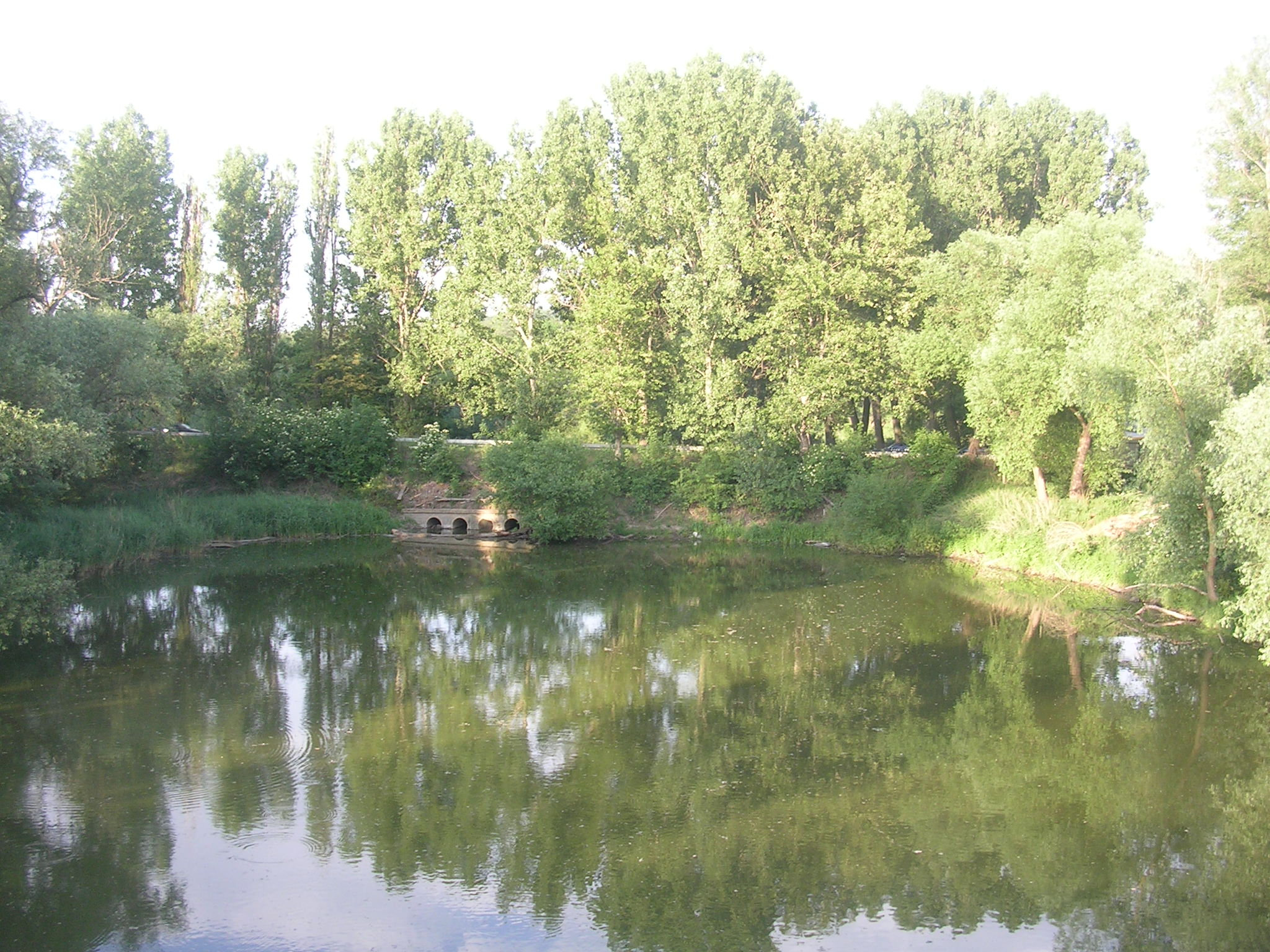
Angestauter Tümpel im Altwasser der Berounka an der Staatsstraße II/101/102

Der Lipanský potok ist ein linker Zufluss der Moldau in Tschechien. Der Bach fließt am nördlichen Fuße der Hřebeny (Brdykamm) im ehemaligen Flussbett der Berounka.

## Verlauf
Der Lipanský potok entspringt in der Siedlung Kazín am Stadtrand von Prag in der Flussniederung der Berounka. An seinem nach Nordosten führenden Oberlauf fließt der Bach nördlich des Cukrák (411 m n.m.) an Lipany, Lipence und Pod Kyjovem vorbei. Bei Žabovřesky nimmt der Lipanský potok nördliche Richtung und fließt vorbei an Peluněk über den Golfplatz Praha-Zbraslav nach Buda. Dort wendet sich der Bach am Großmarkt Lipence (Velkotržnice Lipence) wieder nach Nordosten und fließt in das Naturreservat Krňák. Bei der Abfahrt Praha-Zbraslav-sever überquert die Staatsstraße I/4 den Bach. Anschließend fließt der Lipanský potok nördlich des Havlín (St.-Gallus-Berg) und des Schlosses Zbraslav auf einem reichlichen Kilometer durch das angestaute Berounka-Altwasser Krňov. Südlich der Abfahrt 10 Strakonická von der Schnellstraße R 1 überbrückt die Staatsstraße II/101/102 den Bach. Der Unterlauf des Lipanský potok führt zunächst durch zwei Tümpel im Altwasser der Berounka in das Moldautal, danach wird der Bach nach Süden in einen 400 Meter langen namenlosen Teich an der Moldau eingeleitet. Nach 8,6 Kilometern mündet der Lipanský potok östlich von Zbraslav in die Moldau. 

## Geschichte
Der Lipanský potok war ursprünglich der Unterlauf der Miesa. Seit dem 12. Jahrhundert lässt sich der mäandrierende Flusslauf von Radotín über die Schleife Šárovo kolo bis Königsaal nachweisen. Danach bildete der Fluss weitere Arme. Einer davon entstand am 16. Januar 1797 bei einem Eishochwasser und führte von Radotín nach Nordosten bis Modřany. Beim Hochwasser von 1829 wurde dieser Arm zum neuen Hauptarm des Flusses ausgespült. Friedrich Kraft zu Oettingen-Wallerstein befürchtete weitere Durchbrüche und Überflutungen seines Landes; deshalb ließ er im selben Jahre das neue Hauptflussbett mit staatlicher Unterstützung kanalisieren. Beim Hochwasser von 1872 wurde das alte Flussbett der Berounka zwischen Buda, Peluněk, Žabovřesky und Zbraslav gänzlich abgeworfen. Darin bildete sich der neue Bachlauf Lipanský potok.

## Naturreservat Krňák
Das Naturreservat Krňák besteht seit dem 1. September 1988 und umfasst eine Fläche von 26,56 ha. Dazu gehören der Lipanský potok ab Buda bachabwärts mit dem Altwasser Krňov und mehreren Tümpeln sowie ein Uferstreifen links der Moldau von Strnady flussabwärts über Záběhlice und Zbraslav bis zum Radotínský most.

## Zuflüsse
- Lipenecký potok (r), bei Lipany
- Kyjovský potok (r), bei Pod Kyjovem
- Žabovřesský potok (r), bei Peluněk